# 冰桶挑戰

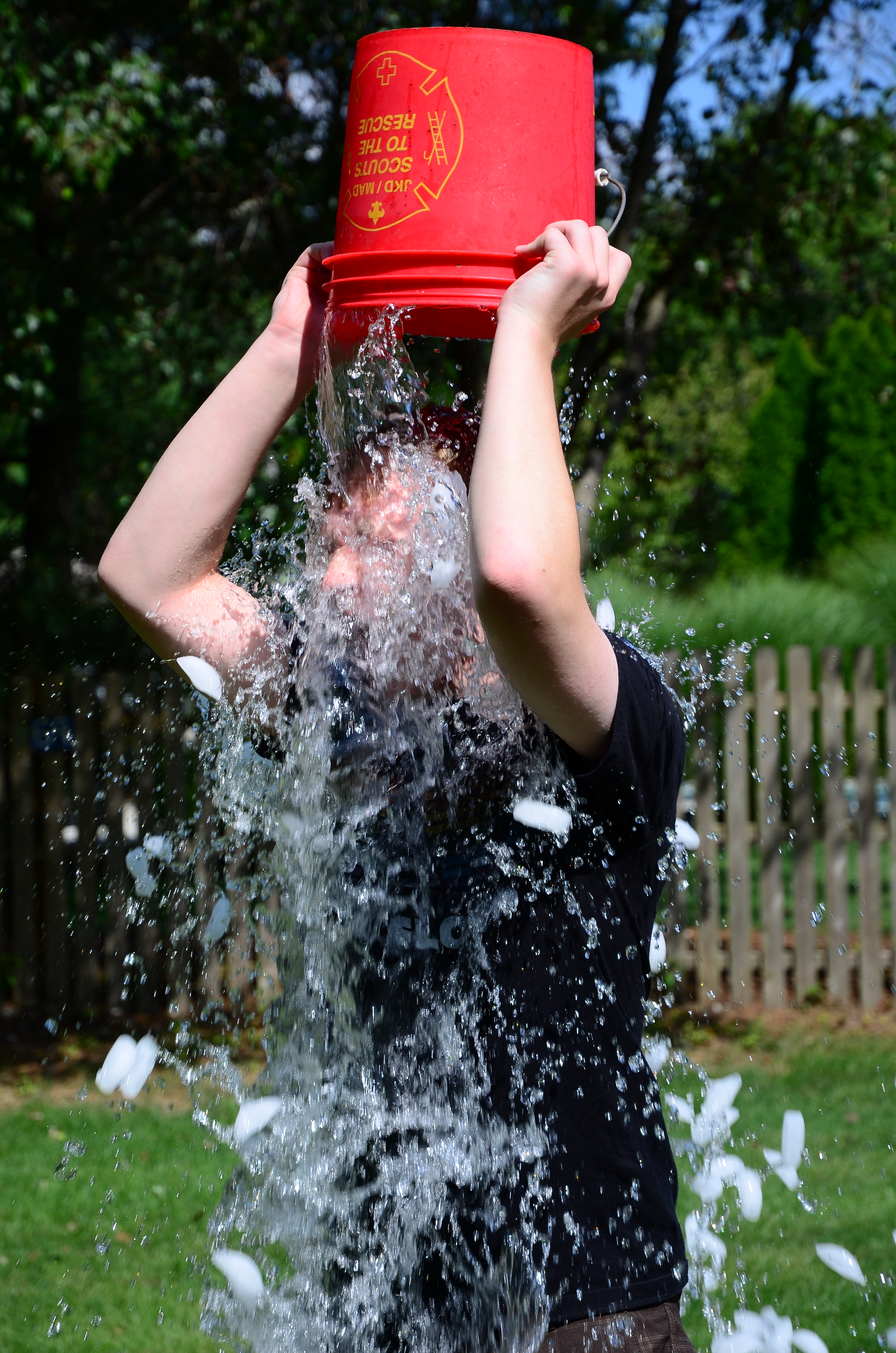
一名男子正在“挑戰冰桶”

冰桶挑戰（英語：Ice Bucket Challenge）是一項于社交網絡上發起的籌款活動，意在引起人们對肌萎縮性脊髓側索硬化症（ALS，亦稱「漸凍人症」）患者的注意。參与者要将一桶冰水从自己頭上倒下，并将过程拍成视频上传至社交网络。
過往ALS一直都被外界所忽視——尽管著名物理學家史蒂芬·霍金及前美國棒球明星盧·賈里格（在美國，此症一直以他而命名）也是ALS患者。現時這項活動主要是為美國肌萎縮性脊髓側索硬化症協會籌款而發起的。

## 规则
參加者需要将一個水桶中的冰塊及水倒在自己頭上，並且將整個過程拍成影片，上傳至社交網絡。參加者完成挑戰的同時，另可最多點名三人要求其效仿此行为；被点名者需於24小時內，在接受“挑戰”和向慈善團體捐款100美元这两项中选择其一去完成，或者兩者都做。另外，已接受挑戰者的捐款金額起步點亦可由100美元降至10美元。

## 起源
這項活動最先是由紐西蘭的一個癌症協會所發起，本意是藉著「淋冰水」的行為去顯示對身患癌症的病人及其家屬的關懷和支持。參加者往往把片段拍攝並在社交網絡平台上分享。活動舉行首星期，已經籌得超過二萬紐西蘭元，一個多月來則已經籌得超過12萬紐西蘭元。
另外一個版本則指，相關的舉動不過只是源自一些肥皂劇的行徑，向來皆有，後來這行為被《今天》的主持人馬特·勞爾於2014年7月15日在節目中最先提出，及後一名高爾夫球球手 Chris Kennedy 接受了冰桶挑戰後，點名了其丈夫為ALS患者的表妹珍妮特（Jeanette Senerchia）。珍妮特於第二日接受了挑戰，並點名了同樣患有ALS，現效力洋基隊的球手柏特·昆恩參與。昆恩於是召集了他網絡上的一聚親友一同參與，範圍除了涵蓋了昆恩所屬的麻省社區外，更遠至愛爾蘭及希臘，自此，相關的片段在極短時間內被廣泛的流傳出去，亦使更多人認識及仿效。
由於昆恩在接受挑戰之餘，亦有捐出善款於美國肌萎縮性脊髓側索硬化症協會，同時在他的點名的名單中，包括了他中學時期的棒球隊隊友，曾於波士頓學院棒球隊效力過而同樣患上了ALS的球手皮特·費利特斯（Pete Frates），費利特斯當時於ALS協會麻省分部工作，因此這項活動後來亦被協會引入成為籌款活動的一環。費利特斯及後亦有將片段放上至Twitter，使這個活動更得到不少人的注意和參與。費利特斯後來在2019年12月9日逝世，享年34歲。
冰桶挑戰本來只限於個人社交網絡的平台上互相分享，不過，美國一些知名人士的參與，其中有微軟創辦人比爾·蓋茨、Facebook創辦人馬克·朱克伯格及一眾NBA球星等，使這活動立時熾熱起來，並傳至世界，而各地的政界、商界和演藝界人士亦紛紛倣效參與。
至於各地相關的ALS協會亦開始協助宣傳活動。包括台灣的中華民國運動神經元疾病病友協會（簡稱台灣漸凍人協會）和香港的香港肌健協會。在中國大陸，捐款較多的會都捐至瓷娃娃罕見病關愛中心，該中心主要是服務成骨不全症的患者，但亦有服務其他如ALS等的罕見病。而在英國，除了運動神經元疾病協會和MND Scotland外，麥美倫癌症援助中心（Macmillan Cancer Support）亦以冰桶挑戰推展籌款。

## 正面評價

### 受助機構捐款急升
活動最明顯的成功之處，便是全球各地支援ALS患者的慈善機構在極短時間獲得了大量的捐款。美國ALS協會指，行動由2014年7月29日開始，至8月26日為止的四个星期，這個行動已經為協會籌得超過8850萬美元的捐款，去年同時期的捐款則只有260萬美元，相差超過34倍。而在香港，香港肌健協會會長劉偉明指，活動由正式宣傳後，兩三天內已獲得去年全年的捐款總和。而網站於9月1日所發表的最新消息，捐款數字已達2500萬港元，以每年平均只有20萬港元的捐款來計算，兩個多星期已籌得相當於125年的平均捐款量，台灣漸凍人協會亦指，活動由8月17日至8月26日期間，已獲得超過2千萬新台幣的捐款。
除了ALS患者的慈善機構，因為有些人選擇不點名，反而直接把善款捐給另外兩個慈善機構，所以令它們也間接受惠。

### 更多人認識ALS
肌萎縮性脊髓側索硬化症是一種罕見病，暫時仍未能找到有效的治療方法，而且因發病率极低，患者人數不多，因此長期被忽略，藥廠亦因無利可圖而不太願意進行研發。ALS組織希望經過這活動後，可以煥起更多人認識及關心ALS患者的需要，亦期望熱潮過後，大眾仍能持續關注。

## 爭議

### 健康風險
由於身體及皮膚會在極短時間感受到極大的溫差影響，会刺激脑部血管，引起血压瞬间升高，因而造成突發性身體毛病或不適，而一大桶冰水若突然倒在身上，会有一定几率造成颈椎的损伤，情況嚴重的可能引起颅内出血、脑卒中等現象、甚至死亡。更甚者甚至把危險度升級，在分子冰淇淋店外用液態氮代替冰，然後潑在自己的頭上。另外，向來以高調「行善」見稱的中國企業家陳光標，聲稱自己全身浸在冰水達30分鐘，結果招來惡評及造假疑雲。陳事後坦承確實為假，因為冰塊堆之下是50℃熱水。
對此，有心臟科醫生及體育學系教授提醒，參與前應先衡量個人的身體狀況是否能夠承受，如本身有前列腺炎、關節風濕病、頸椎病、高血压、心脏病等心脑血管疾病、或肺炎、支氣管炎等氣管病的人，亦不建議參與。同時亦不應在飲用酒精類飲品後進行此活動。奧克蘭癌症協會及日本ALS協會在其網頁中亦有相同的健康提醒。

### 質疑
- 因為參與者於網上發表了其短片後，常附加「不接受挑戰豈不沒有面子」的留言[31]，且有嘻笑式的回應形式結束影片[37]。這類影片被質疑因是以「趕潮流」的心態去參與。[38]。在網路上有意見認為，主張倒冰水的感覺和實質漸凍病人的感受處境完全不同，認為這行為不能夠達成對患者表達關心的目的[39]，也是對病人的一種冒犯，和鬧劇無異。[40]有四川患者也慨嘆自己及家人被「娛樂化」。[41]相關例子如在台灣的新加坡藝人合唱組合BY2，就因疑在飯店的睡床上進行而廣受批評。[42]
- 作為一項流行性活動，加上名人的宣傳效應，冰桶挑戰在很短時間受到了各地民眾的倣效，不過也同時喚起了一些民眾質疑[43]。
- 誠然，不少參加者當接受挑戰後，也會不吝捐出一些款項，但這卻完全取決於個人的誠信，至於是否有人不肯买帐，[44]或是一個人被多次點名是否應該只完成一次之類的細節問題，亦成為一些網民談論的另一個焦點。對此，香港肌健協會於2014年8月20日的網頁更新上附上了「參與挑戰純屬自願，大家可發揮無限創意，但請注重環境及安全」字句[18]。而香港中文大學校長沈祖堯也在他的短片中先以多於1分鐘的時間解釋何謂ALS及如何影響病患者[45]。陳志全[46]、金城武[47]及柳俊江[48]等則在各自的影片中交待了ALS的背景資料。當中，柳俊江特別提到一條影片，乃美國一名攝影師卡巴扎爾（Anthony Carbajal）所拍的。他的母親及外祖母均是ALS患者，而他也於2014年1月被診斷出患有ALS病，現時病況已影響他作為攝影師的工作，因此在他接受挑戰同時，也道出其家族病史和對製藥廠不肯為漸凍人製藥而難過，並且向所有參與這次籌款的人士致謝。[49][50]
- 同時，亦有人要求以另類形式代替淋冰水，例如在台灣，一名曾是工程師的漸凍人患者袁鵬偉得悉鋼琴家郎朗因為還沒有接受劉德華的冰桶挑戰，所以向劉寫公開信，邀請郎朗到他所在醫院，以鋼琴義演代替冰桶挑戰，[51][52]其實郎朗已選擇以捐款形式回應，但劉德華表示仍會助袁圓夢。在2014年8月26日，正在歐洲巡演的郎朗正式回應，承諾當世界巡演在年底到達台灣站時，會探望袁鵬偉伉儷。[53]

### 政治宣傳
兩名台北市市長候選人連勝文及柯文哲於8月18日不約而同在公開場合進行冰桶挑戰，同時亦發表了對漸凍人症病人的關注及選舉承諾。在完成挑戰後，两人皆为台灣漸凍人協會捐款，協會秘書長林韻茹對他們的捐款表示了謝意；但也同時呼籲他們應持續行動支授當地ALS人士，並能兌現所作出的承諾。

### 浪費水資源
由於活動推展期間，美国的加州刚好面临异常干旱天气，当地有官员批评活动浪费食用水。而在河南鲁山县，因受乾旱影響，平顶山部分地区居民出現缺水情況，當地民众拿着水桶聚集在中原大佛前，抗议國內其他地方竟跟隨玩冰桶挑战。在香港亦有環保組織直言活動難免令人有浪費食物和水源之嫌。藝人歐錦棠更在自己Facebook上貼上一些第三世界兒童飲用乾淨水的照片，以表達食水得來太容易，變相鼓勵大家隨便浪費食水的關注。梁祖堯也有撰文斥責，但該文章很快便被刪除，並改以一篇「以下是不用浪費冰和水，也能體驗漸凍人生活感受的10個方法」的留言代替。由於被指不少人前往便利店購買冰塊進行活動，令冰塊供應短缺，亦間接助長浪費水資源，香港的7-11便利店隨後在Facebook上宣佈，直至8月31日止，每當顧客購買1包袋裝冰塊時，都會捐出港幣5元予香港肌健協會。
有地方改採用另類的方法來代替冰水，一位巴勒斯坦記者因為當地天氣酷熱而乾旱，加上加沙戰爭依然持續，所以他決定以瓦礫桶挑戰，希望世人也以同理心關注是次戰役。在印度，也因為旱災關係，很多當地明星也婉拒是次活動，或以米粒代替冰桶接受挑戰，但事後再捐一桶米；也有人以“填滿膠桶”為喚召，把食物和救援物資送到正遭受水災和山泥傾瀉的尼泊爾。NBA 2014年新秀探花祖爾·艾賓特也在Twitter希望各界多關注非洲民間疾苦。

## 外部連結
- 美國 ALS 協會介紹「冰桶挑戰」（英文）
- 奧克蘭癌症協會「冰桶挑戰」專頁（页面存档备份，存于）（英文）
- 英國麥美倫癌症援助中心「冰桶挑戰」專頁（英文）
- 英國運動神經元協會「冰桶挑戰」專頁（页面存档备份，存于）（英文）
- MND Scotland「冰桶挑戰」專頁（英文）
- 香港肌健協會介紹「冰桶挑戰」（页面存档备份，存于）（繁體中文）
- 台灣漸凍人協會介紹「冰桶挑戰」（繁體中文）
- 瓷娃娃罕見病關愛中心「冰桶挑戰」介紹（页面存档备份，存于）（简体中文）
- 日本ALS協會「冰桶挑戰」介紹（日語）
- 「冰桶挑戰」熱潮已籌得過百萬捐款。香港無線新聞，2014年8月23日。（页面存档备份，存于）（繁體中文）